# Țeavă de refulare

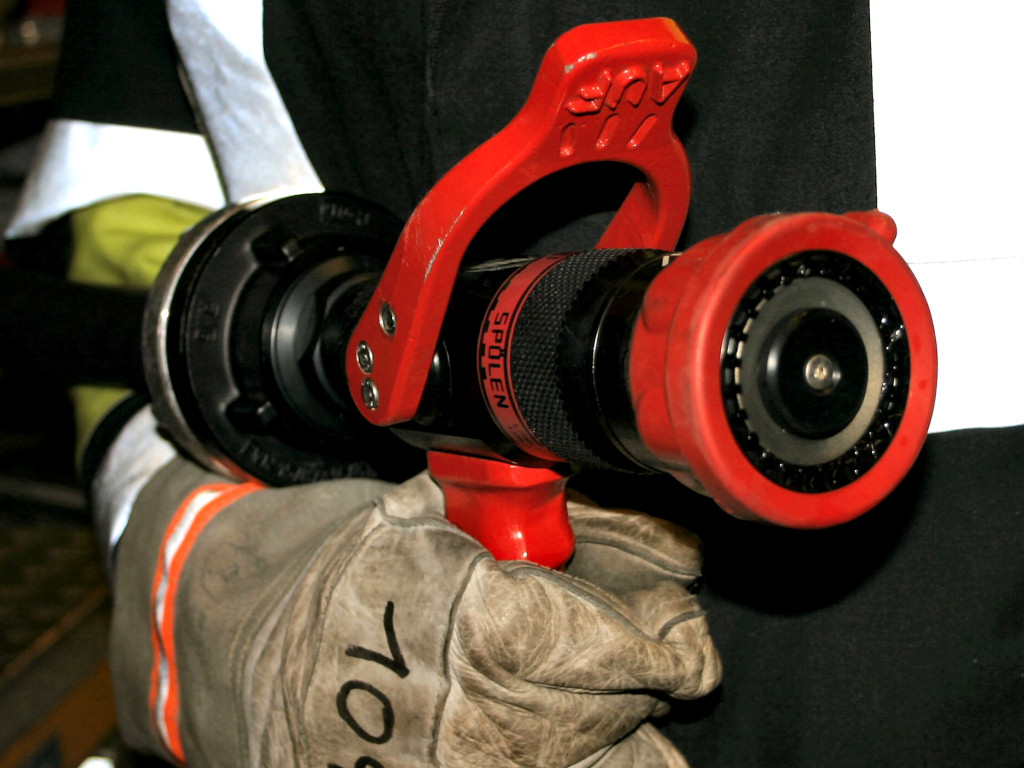
Țeavă de refulare cu jet tubular cu mâner și pârghie de blocare

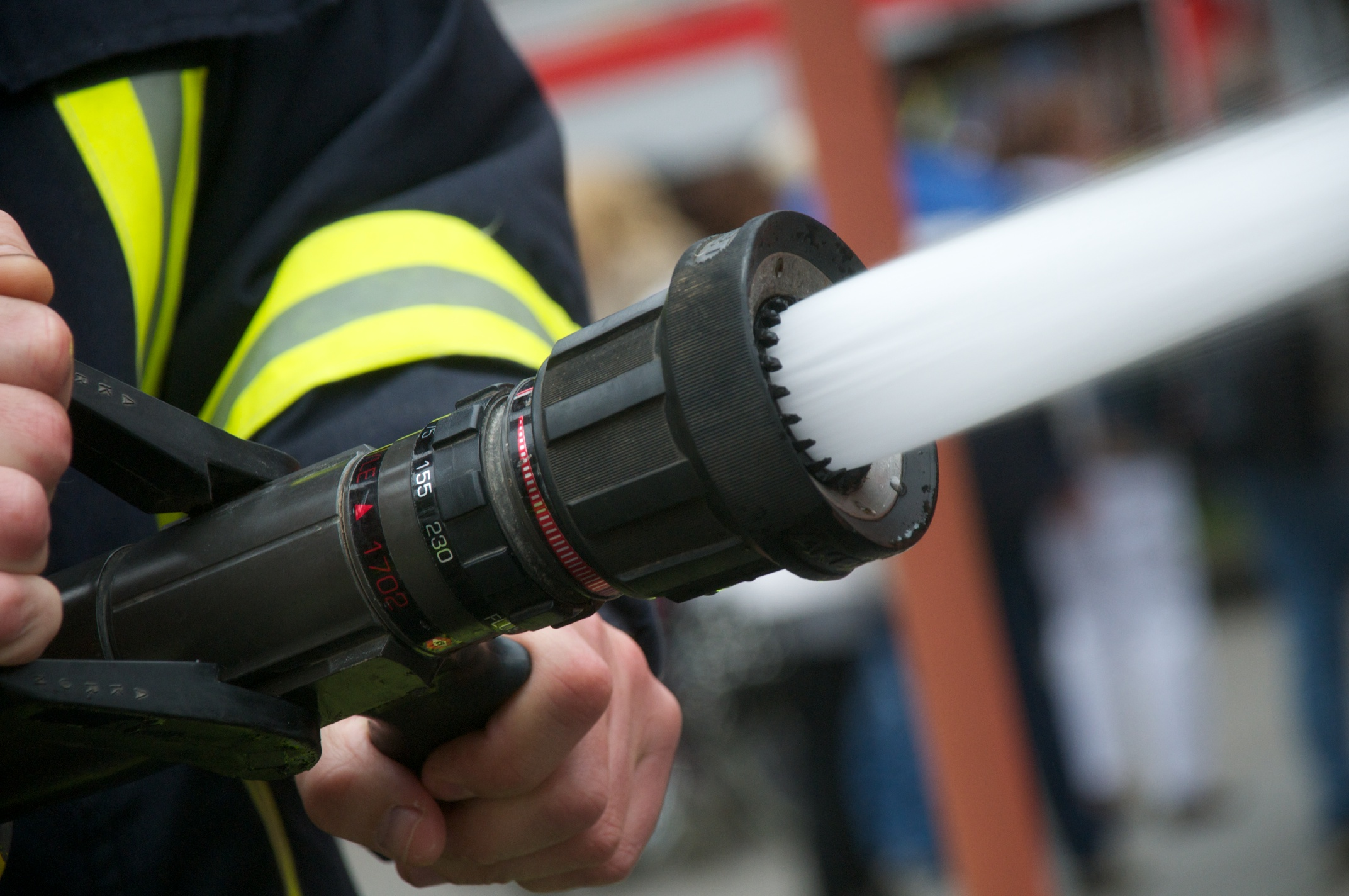
Țeavă de refulare a apei(jet închis; 0°)

Țeava de refulare este un accesoriu de construcție specială, destinat refulării sub formă de jeturi (compact, tubular, pulverizat) a unei substanțe de  stingere a incendiilor.

## Clasificare
1. Țeavă de refulare a apei;
2. Țeavă generatoare de spumă grea;
3. Țeavă de refulare pentru vârful scării.

Țevile de refulare a apei se clasifică în 3 grupe:
- țevi  simple; refularea apei se face sub formă compactă care pot fi de trei dimensiuni: B, C și D;
- țevi cu robinet;
- țevi universale[1].